# Fengcheng (socken i Kina, Shandong, lat 36,20, long 117,68)
Fengcheng (kinesiska: 凤城, 凤城街道) är en socken i Kina. Den ligger i provinsen Shandong, i den östra delen av landet, omkring 79 kilometer sydost om provinshuvudstaden Jinan.
Genomsnittlig årsnederbörd är 840 millimeter. Den regnigaste månaden är juli, med i genomsnitt 284 mm nederbörd, och den torraste är januari, med 7 mm nederbörd.